# Joseph Rankin

Joseph Rankin

Joseph Rankin (* 25. September 1833 in Passaic, New Jersey; † 24. Januar 1886 in Washington, D.C.) war ein US-amerikanischer Politiker. Zwischen 1883 und 1886 vertrat er den Bundesstaat Wisconsin im US-Repräsentantenhaus.

## Werdegang
Nach einer guten Grundschulausbildung zog Joseph Rankin im Jahr 1854 nach Mishicot in Wisconsin, wo er im Handel arbeitete. Politisch war er Mitglied der Demokratischen Partei. Im Jahr 1859 wurde er Mitglied im Kreisrat des Manitowoc County. Ein Jahr später, im Jahr 1860, war er Abgeordneter in der Wisconsin State Assembly. Während des Bürgerkrieges war er Hauptmann in einem Infanterieregiment aus Wisconsin, das auf der Seite der Union kämpfte.
Nach dem Krieg ließ sich Rankin in Manitowoc nieder. Von 1866 bis 1871 war er Ratsschreiber (City Clerk) in seiner neuen Heimatstadt. Von 1871 bis 1874 saß er erneut als Abgeordneter im Staatsparlament. Danach gehörte er zwischen 1877 und 1882 dem Senat von Wisconsin. Bei den Kongresswahlen des Jahres 1882 wurde er im fünften Wahlbezirk von Wisconsin in das US-Repräsentantenhaus in Washington gewählt, wo er am 4. März 1883 die Nachfolge von Edward S. Bragg antrat. Nach einer Wiederwahl konnte er bis zu seinem Tod am 24. Januar 1886 im Kongress verbleiben. Er wurde in Manitowoc beigesetzt.